# Simulium sorongense
Simulium sorongense är en tvåvingeart som beskrevs av Takaoka 2003. Simulium sorongense ingår i släktet Simulium och familjen knott. Inga underarter finns listade i Catalogue of Life.